# جاوشير فارسي
جاوشير فارسي (الاسم العلمي:Opopanax persicus) هو نوع من النباتات يتبع جنس الجاوشير من الفصيلة الخيمية.